# Bijnor (district)
Bijnor is een district van de Indiase staat Uttar Pradesh. Het district telt 3.130.586 inwoners (2001) en heeft een oppervlakte van 4561 km².
Het district Bijnor maakt deel uit van de divisie Moradabad en ligt ongeveer 160 kilometer ten noordoosten van de metropool Delhi. De hoofdstad is het gelijknamige Bijnor. Langs de westgrens van het district stroomt de Ganges. Andere rivieren in het gebied zijn de Ramganga en de Khoh, die in het zuidoosten van het district samenvloeien. In het noorden en noordoosten grenst Bijnor aan de staat Uttarakhand.

## Plaatsen binnen het district Bijnor
| - Afzalgarh - Bijnor - Chandpur - Dhampur - Haldaur - Jhalu - Kiratpur - Mandawar - Mukrampur Khema - Nagina |  | - Najibabad - Nehtaur - Noorpur - Rashidpur Garhi - Sahanpur - Sahaspur - Seohara - Sherkot - Tatarpur Lallu - Warhapur |

Hoofdstad: Lucknow
Districten:
Divisie Agra: Agra · Firozabad · Mainpuri · Mathura
Divisie Aligarh: Aligarh · Etah · Hathras · Kasganj
Divisie Ayodhya (Faizabad): Ambedkar Nagar · Amethi · Ayodhya (Faizabad) · Barabanki · Sultanpur
Divisie Azamgarh: Azamgarh · Ballia · Mau
Divisie Bareilly: Bareilly · Budaun · Pilibhit · Shahjahanpur
Divisie Basti: Basti · Sant Kabir Nagar · Siddharthnagar
Divisie Benares (Varanasi): Benares (Varanasi) · Chandauli · Ghazipur · Jaunpur
Divisie Chitrakoot: Banda · Chitrakoot · Hamirpur · Mahoba
Divisie Devipatan: Bahraich · Balrampur · Gonda · Shravasti
Divisie Gorakhpur: Deoria · Gorakhpur · Kushinagar · Maharajganj
Divisie Jhansi: Jalaun · Jhansi · Lalitpur
Divisie Kanpur: Auraiya · Etawah · Farrukhabad · Kannauj · Kanpur Dehat · Kanpur Nagar
Divisie Lucknow: Hardoi · Lakhimpur Kheri · Lucknow · Raebareli · Sitapur · Unnao
Divisie Meerut: Bagpat · Bulandshahr · Gautam Buddha Nagar · Ghaziabad · Hapur · Meerut
Divisie Mirzapur: Bhadohi · Mirzapur · Sonbhadra
Divisie Moradabad: Amroha · Bijnor · Moradabad · Rampur · Sambhal
Divisie Prayagraj (Allahabad): Fatehpur · Kaushambi · Pratapgarh · Prayagraj (Allahabad)
Divisie Saharanpur: Muzaffarnagar · Saharanpur · Shamli